# Liste der Biografien/Aru
Liste der Biografien |
Portal Biografien |
Personensuche
# |
A |
B |
C |
D |
E |
F |
G |
H |
I |
J |
K |
L |
M |
N |
O |
P |
Q |
R |
S |
T |
U |
V |
W |
X |
Y |
Z |
?
 
Aa |
Ab |
Ac |
Ad |
Ae |
Af |
Ag |
Ah |
Ai |
Aj |
Ak |
Al |
Am |
An |
Ao |
Ap |
Aq |
Ar |
As |
At |
Au |
Av |
Aw |
Ax |
Ay |
Az
 
Ara |
Arb |
Arc |
Ard |
Are |
Arf |
Arg |
Arh |
Ari |
Arj |
Ark |
Arl |
Arm |
Arn |
Aro |
Arp |
Arq |
Arr |
Ars |
Art |
Aru |
Arv |
Arw |
Arx |
Ary |
Arz
Die Liste der Biografien führt alle Personen auf, die in der deutschsprachigen Wikipedia einen Artikel haben. Dieses ist eine Teilliste mit 55 Einträgen von Personen, deren Namen mit den Buchstaben „Aru“ beginnt.

## Aru
- Aru Bol, Samuel (1929–2000), Politiker im Süden des Sudan
- Aru, Carlo (1881–1954), italienischer Kunsthistoriker
- Aru, Claude (* 1997), vanuatuischer Fußballspieler
- Aru, Fabio (* 1990), italienischer StraßenradrennfahrerFabio Aru (* 1990)

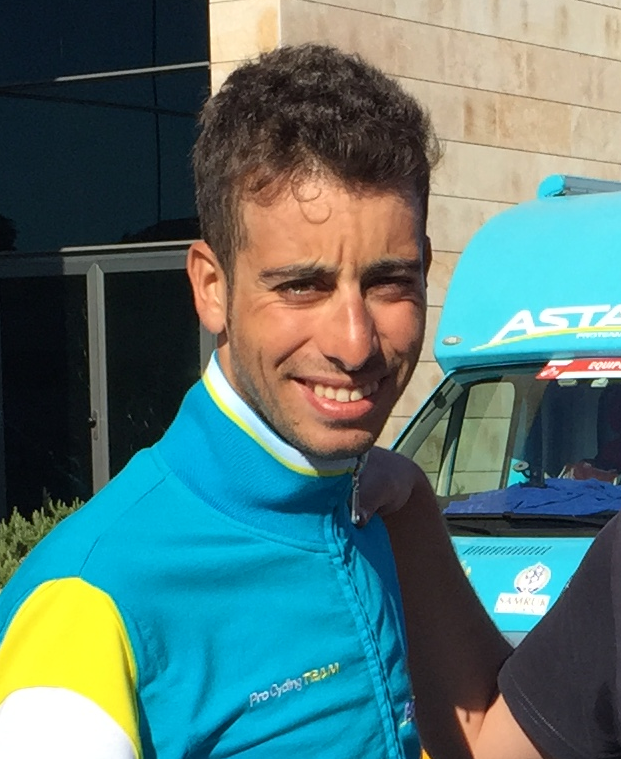
Fabio Aru (* 1990)

- Aru, Peep (* 1952), estnischer Politiker, Mitglied des Riigikogu

### Aruc
- Arucha Duangdao (* 2004), thailändischer Fußballspieler
- Arucha Phodong (* 2005), thailändischer Fußballspieler

### Arud
- Arudou, Debito (* 1965), japanischer Bürgerrechtler und Autor US-amerikanischer Abstammung
- Arudpragasam, Anuk (* 1988), sri-lankischer Schriftsteller
- Arudsch (1473–1518), Korsar im westlichen Mittelmeer und Herrscher von Algier

### Arug
- Aruga, Akiko (* 1942), japanische Eisschnellläuferin
- Aruga, Kizaemon (1897–1979), japanischer Soziologe
- Aruga, Kōsaku (1897–1945), japanischer Offizier, Admiral der japanischen Marine
- Aruga, Nagao (1860–1921), japanischer Rechtswissenschaftler und Soziologe

### Aruk
- Arukku, Sohn des Königs Kyros

### Arul
- Arulappa, Anthony Rayappa (1912–1996), indischer Geistlicher und Erzbischof von Madras-Mylapore
- Arulappa, Saminini (1924–2005), römisch-katholischer Erzbischof von Hyderabad
- Arular, Bilal (* 1949), türkischer Fußballspieler
- Arulenus Caelius Sabinus, Gnaeus, römischer Suffektkonsul 69 und Rechtsgelehrter
- Arulpragasam, Kali (* 1974), britische Schmuckdesignerin und Künstlerin
- Arulswamy, Daniel Paul (1916–2003), indischer Geistlicher und Bischof von Kumbakonam

### Arum
- Arum, Bob (* 1931), US-amerikanischer BoxpromoterBob Arum (* 1931)

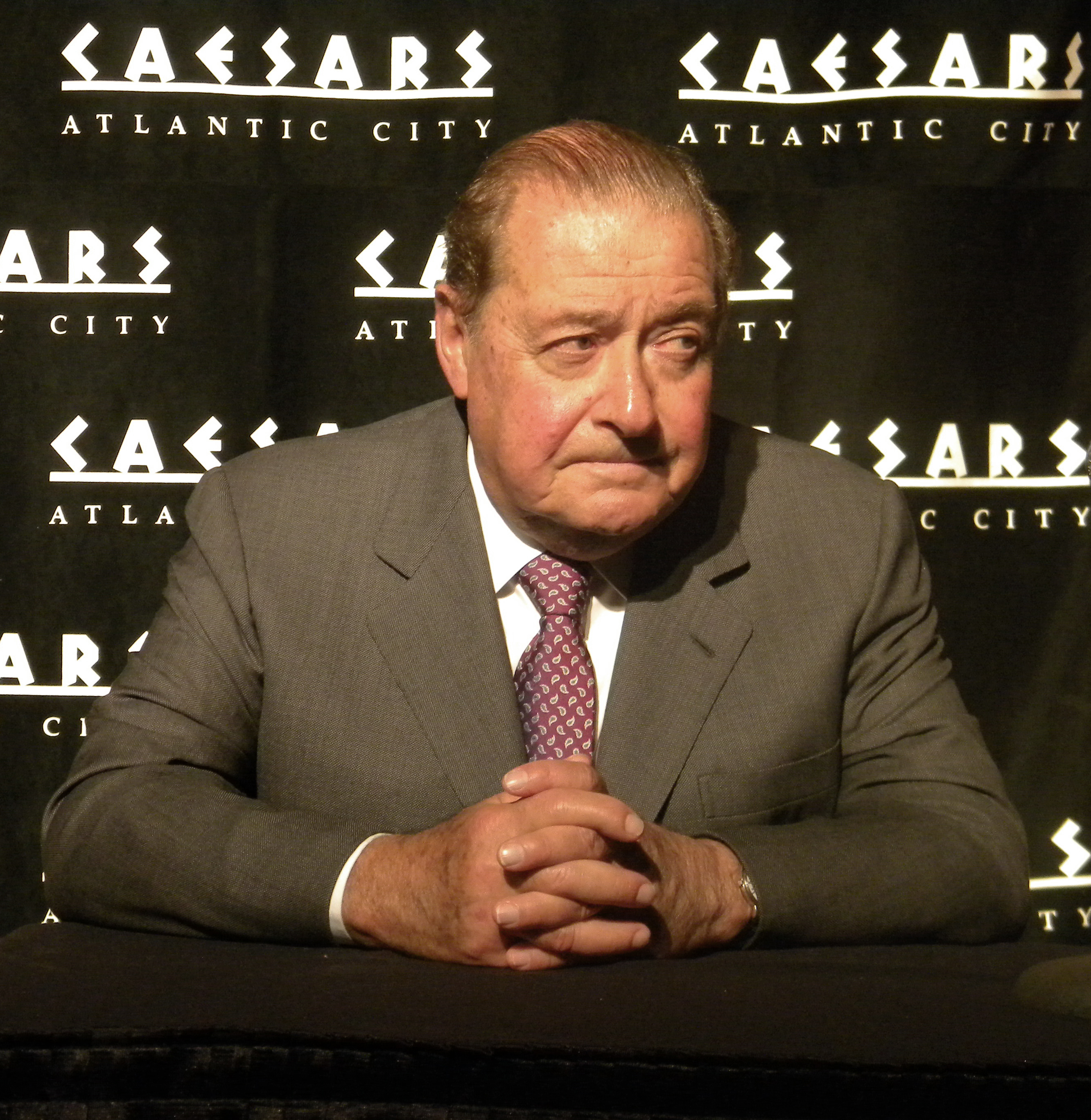
Bob Arum (* 1931)

- Arumaa, Peeter (1900–1982), estnischer Sprachwissenschaftler, Indogermanist und Polyglott
- Arumäe, Urmas (* 1957), estnischer Rechtswissenschaftler und Politiker, Minister
- Arumaeus, Dominicus (1579–1637), deutscher Rechtsgelehrter und früher Reichspublizist

### Arun
- Arun, Tawan (* 1982), französisch-deutscher Filmemacher, Grafiker und Webentwickler
- Aruna Asaf Ali (1909–1996), indische Freiheitskämpferin
- Aruna, Henry (* 1964), sierra-leonischer Geistlicher, römisch-katholischer Bischof von Kenema
- Aruna, Quadri (* 1988), nigerianischer Tischtennisspieler
- Arunagirinathan, Umeswaran (* 1978), deutscher Herzchirurg und Autor
- Arundale, Francesca (1847–1924), englische Freimaurerin und Theosophin
- Arundale, George (1878–1945), englisch-indischer Theosoph und Freimaurer
- Arundale, Rukmini Devi (1904–1986), indische Tänzerin, Politikerin und Theosoph
- Arundel, John (1927–2002), kanadischer Eishockeyspieler
- Arundel, John, 1. Baron Arundel († 1379), englischer Adliger und Militär, Lord Marshal von England
- Arundel, John, 2. Baron Arundel († 1390), englischer Adliger
- Arundel, Thomas (1353–1414), Bischof von Ely, Erzbischof von Canterbury und York sowie Lordkanzler
- Arundel, William († 1400), englischer Höfling
- Arundell, Francis Vyvyan Jago (1780–1846), britischer Geistlicher und Forschungsreisender
- Arundell, Henry (* 2002), englischer Rugby-Union-Spieler
- Arundell, Peter (1933–2009), britischer Formel-1-Rennfahrer
- Arundell, Robert (1904–1989), britischer Kolonialgouverneur und Brigadegeneral
- Arunia, Jovita (* 2002), salomonische Sprinterin
- Arunović, Zorana (* 1986), serbische Sportschützin

### Arup
- Arup, Ove (1895–1988), britisch-norwegisch-dänischer Ingenieur

### Arus
- Arus, Emeric (1938–2022), rumänischer Fechter
- Arusei, Moses Kimeli (* 1983), kenianischer Marathonläufer
- Arusei, Peninah Jerop (* 1979), kenianische Langstreckenläuferin
- Arusianus Messius, spätantiker Grammatiker

### Arut
- Arutjunjan, Alexander (1920–2012), sowjetischer und armenischer KomponistAlexander Arutjunjan (1920–2012)

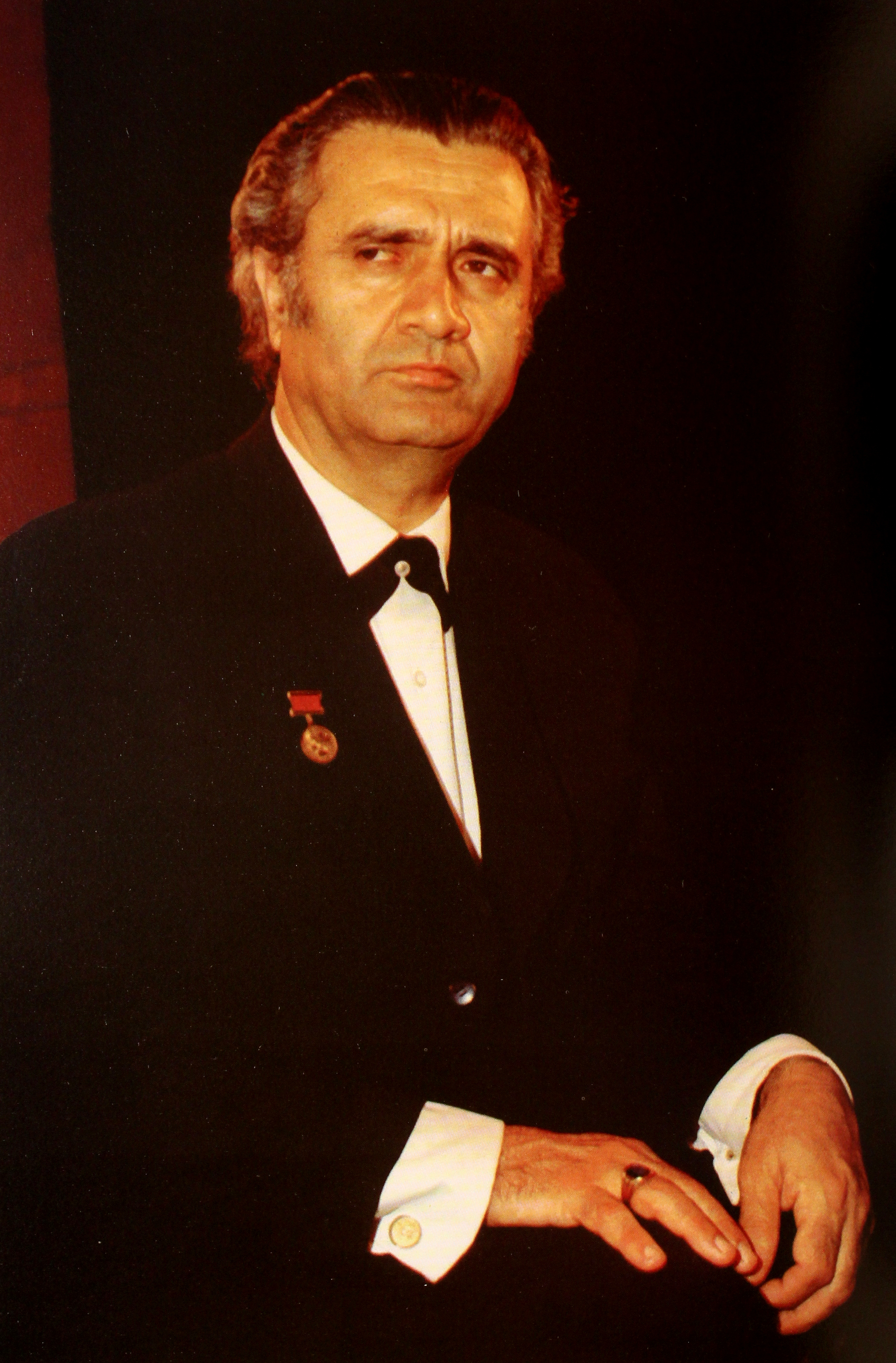
Alexander Arutjunjan (1920–2012)

- Arutjunjan, Suren (1939–2019), sowjetischer bzw. armenischer Politiker und Diplomat
- Arutjunjan-Sarjan, Araxi Arzrunowna (1937–2013), armenisch-sowjetische Musikwissenschaftlerin
- Arutjunowa, Diana (* 1988), ukrainische Schachspielerin
- Arutjunowa-Fidanjan, Wiada Arturowna (* 1937), sowjetisch-russische Byzantinistin, Armenologin und Kaukasiologin
- Arutyunova, Elina (* 1987), usbekische Tennisspielerin